# Marcos Damigo
Marcos Damigo (São Paulo, 7 de julho de 1973) é um ator, autor, preparador corporal, diretor e produtor de teatro brasileiro.

## Biografia
Nascido em São Paulo em 1973, formou-se técnico em Agropecuária pela UNESP Jaboticabal em 1991 e chegou a cursar dois anos de Agronomia na UNESP Botucatu. Em 1993, conheceu Roberto Freire (psiquiatra), que o ajudou a descobrir sua vocação de ator. Começou seus estudos de teatro em 1994 com o ator e diretor Gerson Steves na Oficina Teatral Mazzaropi, em São Paulo. Em 1995, ingressou na Escola de Arte Dramática (EAD), da Universidade de São Paulo (USP).
Em 2017 estreou o solo musical Memórias Póstumas de Brás Cubas, de Machado de Assis, adaptado e dirigido por Regina Galdino, com música original de Mário Manga e direção musical de Pedro Paulo Bogossian, com temporadas em 2018 e 2019. Recebeu a indicação ao Prêmio APCA/2017 na categoria de Melhor Ator.
Estreou em 2016 o monólogo As Sombras de Dom Casmurro, adaptação do clássico Dom Casmurro de Machado de Assis realizada por Toni Brandão e dirigida por Débora Dubois.
Em 2015 atua em Caros Ouvintes, espetáculo que estreou no MASP e já realizou quatro temporadas de sucesso em São Paulo, texto e direção de Otávio Martins.
Em 2014 entra para o espetáculo Lampião e Lancelote, baseado em livro de mesmo nome de Fernando Vilela, adaptado por Bráulio Tavares e dirigido por Débora Dubois, com trilha originalmente composta por Zeca Baleiro, em turnê por algumas capitais e na cidade de São Paulo.
Em 2013, interpreta o Dr. Rubens na novela Joia Rara, de Thelma Guedes e Duca Rachid, vencedora do prêmio Emmy Internacional de melhor novela.
Em 2012, atua junto a Bel Kowarick em Dueto para Um, texto do inglês Tom Kempinski e direção de Mika Lins.
Em 2011, Marcos interpretou o personagem homossexual Hugo Abrantes em Insensato Coração, novela das 21 horas da TV Globo de Gilberto Braga e Ricardo Linhares. Graças à sua participação na novela, o ator participou de uma campanha, no início de 2012, contra a homofobia.
Neste mesmo ano, Marcos estreou o espetáculo Deus é um DJ, de Falk Richter, no qual contracenou com Maria Ribeiro sob a direção de Marcelo Rubens Paiva.
Em 2010, esteve em turnê como ator em “As Pontes de Madison”, direção de Regina Galdino, com Marcos Caruso e Denise Del Vecchio, e dirigiu sua primeira peça, “Os Visitantes”, de Priscila Gontijo, que ficou em cartaz no Teatro Glaucio Gill, no Rio.
Marcos Damigo vem sendo chamado também para gravações de audiolivros (audiobooks). Em 2009 gravou Contos memoráveis de Arthur Azevedo e, atualmente, está trabalhando na gravação de um livro de Afonso Romano de Santana.
No cinema, atuou em “Bellini e a Esfinge”, dirigido por Roberto Santucci do livro de Toni Belotto, e “Sonhos Tropicais”, de André Sturm, ambos em 2002.
Estreou na televisão em 1998, no SBT, como protagonista da novela Fascinação, de Walcyr Carrasco, formando par romântico com a atriz Regiane Alves.
Seus primeiros trabalhos como ator foram ao lado da atriz e contadora de estórias Tecka Mattoso. No projeto "Livro em Movimento", montavam espetáculos para espaços não-convencionais baseados em obras literárias, como "O Rouxinol e a Rosa", de Oscar Wilde, e "Luas e Luas", de James Thurber.

## Filmografia

### Televisão
| Ano  | Título                 | Personagem                     | Nota                                             |
| ---- | ---------------------- | ------------------------------ | ------------------------------------------------ |
| 1998 | Fascinação             | Carlos Eduardo da Silva Prates | [ 2 ]                                            |
| 1998 | Você Decide            | —                              | Episódio: "Dupla Traição"                        |
| 2000 | Sandy & Junior         | Miguel                         |                                                  |
| 2005 | Mad Maria              | Benjamim                       |                                                  |
| 2006 | Avassaladoras: A Série | Abel                           | Episódio: "Tecnologia... Eu quero uma pra viver" |
| 2007 | Malhação               | Luciano Rocha                  |                                                  |
| 2011 | Insensato Coração      | Hugo Abrantes                  |                                                  |
| 2013 | Joia Rara              | Dr. Rúbens                     | [ 1 ]                                            |
| 2013 | O Negócio              | Miguel                         | Episódio: "Compartilhe um Coração"               |

### Documentário
- 2010 - Nazi Hunters - Caçadores de Nazistas (National Geographic Channel/Discovery Channel)

### Cinema
| Ano  | Título              | Personagem       |
| ---- | ------------------- | ---------------- |
| 1999 | Movimento           | —                |
| 2001 | Bellini e a Esfinge | Samuel Rafidjian |
| 2002 | Sonhos Tropicais    | Mariano          |
| 2018 | Finding Josef       | [ 3 ]            |
| 2023 | Regra 34            | Promotor         |

## Teatro
- 1995 - Píramo e Tisbe, texto e direção de Vladimir Capella
- 1998 - Cuidado: Garoto Apaixonado, texto de Toni Brandão e direção de Débora Dubois (ator)
- 1999 - Cabra: Épico de Canudos, direção de Georgette Fadel (autor e ator)
- 1999 - Grogue, texto de Toni Brandão e direção de Débora Dubois (ator)
- 2000 - Subúrbia, texto de Eric Bogosian e direção de Francisco Medeiros (ator)
- 2000 - Ladrão de Frutas, direção de Rodrigo Matheus (autor)
- 2002 - Hamlet, de William Shakespeare, direção de Francisco Medeiros (ator)
- 2003/2004 - O que morreu mas não deitou? trabalho coletivo (ator e coordenador de dramaturgia)
- 2006 - O Retrato de Dorian Gray, baseado em livro de Oscar Wilde, direção de Débora Dubois (autor da adaptação, ator e produtor)
- 2008 - A Forma das Coisas, de Neil Labute e direção de Guilherme Leme (diretor de movimento)
- 2008 - Otelo, de Shakespeare, direção de Diogo Vilela e Marcus Alvisi (ator)
- 2009 - A Geração Trianon, de Anamaria Nunes e direção de Luiz Antonio Pilar e Christina Bethencourt (ator)
- 2009 - A Noite Mais Fria do Ano, texto e direção de Marcelo Rubens Paiva (produtor)
- 2010 - Os Visitantes, texto de Priscila Gontijo (diretor)
- 2010 - As Pontes de Madison, de Robert James Walter e direção de Regina Galdino (ator)
- 2010 - RockAntygona, adaptação da tragédia de Sófocles por Caio de Andrade e direção de Guilherme Leme (assistente de direção)
- 2011 - Deus É um DJ, de Falk Richter e direção de Marcelo Rubens Paiva (ator e idealizador)
- 2012 - Dueto para Um, de Tom Kempinski e direção de Mika Lins (ator)
- 2013 - perfeitos, perversos, educados, de Howard Brenton e direção coletiva de Marcos Damigo, Grace Passô e Rodrigo Bolzan (ator, tradutor e diretor)
- 2014 - Lampião e Lancelote, adaptação do livro de Fernando Vilela por Bráulio Tavares, direção de Débora Dubois (ator)
- 2015 - Dias de Felicidade, de Leilah Assumpção e direção de Regina Galdino (assistente de direção)
- 2015 - Caros Ouvintes, texto e direção de Otávio Martins (ator e assistente de direção)
- 2016 - As Sombras de Dom Casmurro, adaptação de Toni Brandão para o livro de Machado de Assis, direção de Débora Dubois
- 2017 - Memórias Póstumas de Brás Cubas, adaptação e direção de Regina Galdino (ator)